# ATP Memphis
Das ATP-Turnier von Memphis (offiziell: Memphis Open) fand zwischen 1976 und 2017 jährlich im US-amerikanischen Memphis statt. Das Turnier dauerte eine Woche und wurde in der Halle auf Hartplatz gespielt. Es war lange Zeit Teil der ATP Tour 500, nach der Masters-Series die zweithöchste Turnierkategorie auf der ATP Tour.

## Geschichte
1974 hatte der Baumwollhändler William B. Dunavant Jr. den Memphis Athletic Club erworben und mit 7 Mio. Dollar modernisiert, sodass er zum heutigen Racquet Club of Memphis wurde. Zunächst wurde das Turnier im Rahmen der World-Championship-Tennis-Tour ausgetragen, ab 1977 war es Teil des Grand Prix Tennis Circuit. 1990 ging es in die ATP Tour auf, wo es von Anfang an die zweithöchste Kategorie hatte. Von 2002 bis 2013 war es ein kombiniertes Turnier der Damen und Herren.
Offiziell war das Turnier seit der Austragung 1977 die Tennis-Hallenmeisterschaften der Vereinigten Staaten, die seit 1898 stattfanden und von Salisbury hergezogen waren. Die ersten zwei Ausgaben 1975 und 1976 hatten allerdings noch nicht diesen Status. Kein anderes Turnier des Landes wurde wie das Turnier in Memphis in der Halle gespielt.
2012 wurde die Veranstaltung an die Sportagentur IMG verkauft und das Event nach Rio de Janeiro verlegt, wodurch es in der vorliegenden Form 2013 zum letzten Mal stattfand. Es verblieb aber trotzdem ein Turnier in Memphis, da die Lizenz des Turniers von San José an Memphis ging, wodurch das Turnier ab 2014 im Rahmen der ATP Tour 250 weitergeführt wurde. Nach 42 Jahren fand 2017 die letzte Austragung statt und es wurde durch ein neues Turnier in New York City ersetzt.

## Siegerliste
Michael Stich (1990), Tommy Haas (1999, 2006 und 2007) und Jürgen Melzer (2012) waren die deutschsprachigen Gewinner im Einzel. Mit sieben Siegen (drei in Salisbury, vier in Memphis) ist Jimmy Connors Rekordtitelträger des Turniers vor Kei Nishikori mit vier aufeinanderfolgenden Siegen (2013–2016).

### Einzel
| Jahr | Sieger                 | Finalisten             | Finalergebnis      |
| ---- | ---------------------- | ---------------------- | ------------------ |
| 2017 | Ryan Harrison          | Nikolos Bassilaschwili | 6:1, 6:4           |
| 2016 | Kei Nishikori (4)      | Taylor Fritz           | 6:4, 6:4           |
| 2015 | Kei Nishikori (3)      | Kevin Anderson         | 6:4, 6:4           |
| 2014 | Kei Nishikori (2)      | Ivo Karlović           | 6:4, 7:60          |
| 2013 | Kei Nishikori (1)      | Feliciano López        | 6:2, 6:3           |
| 2012 | Jürgen Melzer          | Milos Raonic           | 7:5, 7:64          |
| 2011 | Andy Roddick (3)       | Milos Raonic           | 7:67, 6:711, 7:5   |
| 2010 | Sam Querrey            | John Isner             | 6:73, 7:65, 6:3    |
| 2009 | Andy Roddick (2)       | Radek Štěpánek         | 7:5, 7:5           |
| 2008 | Steve Darcis           | Robin Söderling        | 6:3, 7:65          |
| 2007 | Tommy Haas (3)         | Andy Roddick           | 6:3, 6:2           |
| 2006 | Tommy Haas (2)         | Robin Söderling        | 6:3, 6:2           |
| 2005 | Kenneth Carlsen        | Maks Mirny             | 7:5, 7:5           |
| 2004 | Joachim Johansson      | Nicolas Kiefer         | 7:65, 6:3          |
| 2003 | Taylor Dent            | Andy Roddick           | 6:1, 6:4           |
| 2002 | Andy Roddick (1)       | James Blake            | 6:4, 3:6, 7:5      |
| 2001 | Mark Philippoussis (2) | Davide Sanguinetti     | 6:3, 6:75, 6:3     |
| 2000 | Magnus Larsson         | Byron Black            | 6:2, 1:6, 6:3      |
| 1999 | Tommy Haas (1)         | Jim Courier            | 6:4, 6:1           |
| 1998 | Mark Philippoussis (1) | Michael Chang          | 6:3, 6:2           |
| 1997 | Michael Chang          | Todd Woodbridge        | 6:3, 6:4           |
| 1996 | Pete Sampras           | Todd Martin            | 6:4, 7:62          |
| 1995 | Todd Martin (2)        | Paul Haarhuis          | 7:62, 6:4          |
| 1994 | Todd Martin (1)        | Brad Gilbert           | 6:4, 7:5           |
| 1993 | Jim Courier            | Todd Martin            | 5:7, 7:64, 7:64    |
| 1992 | MaliVai Washington     | Wayne Ferreira         | 6:3, 6:2           |
| 1991 | Ivan Lendl             | Michael Stich          | 7:5, 6:3           |
| 1990 | Michael Stich          | Wally Masur            | 6:7, 6:4, 7:6      |
| 1989 | Brad Gilbert (2)       | Johan Kriek            | 6:2, 6:2, aufgg.   |
| 1988 | Andre Agassi           | Mikael Pernfors        | 6:4, 6:4, 7:5      |
| 1987 | Stefan Edberg (2)      | Jimmy Connors          | 6:3, 2:1 aufgg.    |
| 1986 | Brad Gilbert (1)       | Stefan Edberg          | 7:5, 7:6           |
| 1985 | Stefan Edberg (1)      | Yannick Noah           | 6:1, 6:0           |
| 1984 | Jimmy Connors (4)      | Henri Leconte          | 6:3, 4:6, 7:5      |
| 1983 | Jimmy Connors (3)      | Gene Mayer             | 7:5, 6:0           |
| 1982 | Johan Kriek            | John McEnroe           | 6:3, 3:6, 6:4      |
| 1981 | Gene Mayer             | Roscoe Tanner          | 6:2, 6:4           |
| 1980 | John McEnroe           | Jimmy Connors          | 7:6, 7:6           |
| 1979 | Jimmy Connors (2)      | Arthur Ashe            | 6:4, 5:7, 6:3      |
| 1978 | Jimmy Connors (1)      | Tim Gullikson          | 7:6, 6:3           |
| 1977 | Björn Borg             | Brian Gottfried        | 6:4, 6:3, 4:6, 7:5 |
| 1976 | Vijay Amritraj         | Stan Smith             | 6:2, 0:6, 6:0      |
| 1975 | Harold Solomon         | Jiří Hřebec            | 2:6, 6:1, 6:4      |

### Doppel
| Jahr | Sieger                                        | Finalisten                            | Finalergebnis     |
| ---- | --------------------------------------------- | ------------------------------------- | ----------------- |
| 2017 | Brian Baker Nikola Mektić                     | Ryan Harrison Steve Johnson           | 6:3, 6:4          |
| 2016 | Mariusz Fyrstenberg (2) Santiago González (2) | Steve Johnson Sam Querrey             | 6:4, 6:4          |
| 2015 | Mariusz Fyrstenberg (1) Santiago González (1) | Artem Sitak Donald Young              | 5:7, 7:61, [10:8] |
| 2014 | Eric Butorac (2) Raven Klaasen                | Bob Bryan Mike Bryan                  | 6:4, 6:4          |
| 2013 | Bob Bryan (3) Mike Bryan (3)                  | James Blake Jack Sock                 | 6:1, 6:2          |
| 2012 | Maks Mirny (2) Daniel Nestor (4)              | Ivan Dodig Marcelo Melo               | 4:6, 7:5, [10:7]  |
| 2011 | Maks Mirny (1) Daniel Nestor (3)              | Eric Butorac Jean-Julien Rojer        | 6:2, 6:76, [10:3] |
| 2010 | John Isner Sam Querrey                        | Ross Hutchins Jordan Kerr             | 6:4, 6:4          |
| 2009 | Mardy Fish Mark Knowles (4)                   | Travis Parrott Filip Polášek          | 7:67, 6:1         |
| 2008 | Mahesh Bhupathi Mark Knowles (3)              | Sanchai Ratiwatana Sonchat Ratiwatana | 7:65, 6:2         |
| 2007 | Eric Butorac (1) Jamie Murray                 | Julian Knowle Jürgen Melzer           | 7:5, 6:3          |
| 2006 | Ivo Karlović Chris Haggard                    | James Blake Mardy Fish                | 0:6, 7:5, [10:5]  |
| 2005 | Simon Aspelin Todd Perry                      | Bob Bryan Mike Bryan                  | 6:4, 6:4          |
| 2004 | Bob Bryan (2) Mike Bryan (2)                  | Jeff Coetzee Chris Haggard            | 6:3, 6:4          |
| 2003 | Mark Knowles (2) Daniel Nestor (2)            | Bob Bryan Mike Bryan                  | 6:2, 7:63         |
| 2002 | Brian MacPhie Nenad Zimonjić                  | Bob Bryan Mike Bryan                  | 6:3, 3:6, [10:4]  |
| 2001 | Bob Bryan (1) Mike Bryan (1)                  | Alex O’Brien Jonathan Stark           | 6:3, 7:63         |
| 2000 | Justin Gimelstob Sébastien Lareau             | Jim Grabb Richey Reneberg             | 6:2, 6:4          |
| 1999 | Todd Woodbridge (4) Mark Woodforde (4)        | Sébastien Lareau Alex O’Brien         | 6:3, 6:4          |
| 1998 | Todd Woodbridge (3) Mark Woodforde (3)        | Ellis Ferreira David Roditi           | 6:3, 6:4          |
| 1997 | Ellis Ferreira Patrick Galbraith              | Rick Leach Jonathan Stark             | 6:3, 3:6, 6:1     |
| 1996 | Mark Knowles (1) Daniel Nestor (1)            | Todd Woodbridge Mark Woodforde        | 6:4, 7:5          |
| 1995 | Jared Palmer Richey Reneberg                  | Tommy Ho Brett Steven                 | 4:6, 7:6, 6:1     |
| 1994 | Byron Black Jonathan Stark                    | Jim Grabb Jared Palmer                | 7:6, 6:4          |
| 1993 | Todd Woodbridge (2) Mark Woodforde (2)        | Jacco Eltingh Paul Haarhuis           | 7:5, 4:6, 7:6     |
| 1992 | Todd Woodbridge (1) Mark Woodforde (1)        | Kevin Curren Gary Muller              | 7:6, 6:1          |
| 1991 | Michael Stich Udo Riglewski                   | John Fitzgerald Laurie Warder         | 7:5, 6:3          |
| 1990 | Darren Cahill Mark Kratzmann                  | Udo Riglewski Michael Stich           | 7:5, 6:2          |
| 1989 | Paul Annacone Christo van Rensburg            | Scott Davis Tim Wilkison              | 7:6, 6:7, 6:1     |
| 1988 | Kevin Curren (2) David Pate                   | Peter Lundgren Mikael Pernfors        | 6:2, 6:2          |
| 1987 | Anders Järryd Jonas Svensson                  | Sergio Casal Emilio Sánchez Vicario   | 6:2, 6:4          |
| 1986 | Ken Flach Robert Seguso                       | Guy Forget Anders Järryd              | 6:4, 4:6, 7:6     |
| 1985 | Pavel Složil Tomáš Šmíd                       | Kevin Curren Steve Denton             | 1:6, 6:3, 6:4     |
| 1984 | Fritz Buehning Peter Fleming                  | Heinz Günthardt Tomáš Šmíd            | 6:3, 6:0          |
| 1983 | Peter McNamara Paul McNamee                   | Tim Gullikson Tom Gullikson           | 6:3, 5:7, 6:4     |
| 1982 | Kevin Curren (1) Steve Denton                 | John McEnroe Peter Fleming            | 7:6, 4:6, 6:2     |
| 1981 | Gene Mayer Sandy Mayer                        | Mike Cahill Tom Gullikson             | 7:6, 6:7, 7:6     |
| 1980 | John McEnroe Brian Gottfried (2)              | Rod Frawley Tomáš Šmíd                | 6:3, 6:7, 7:6     |
| 1979 | Tom Okker Wojciech Fibak                      | Frew McMillan Dick Stockton           | 6:4, 6:4          |
| 1978 | Brian Gottfried (1) Raúl Ramírez              | Phil Dent John Newcombe               | 3:6, 7:6, 6:2     |
| 1977 | Sherwood Stewart Fred McNair                  | Bob Lutz Stan Smith                   | 4:6, 7:6, 7:6     |
| 1976 | Vijay Amritraj Anand Amritraj                 | Marty Riessen Roscoe Tanner           | 6:3, 6:4          |
| 1975 | Dick Stockton Erik van Dillen                 | Mark Cox Cliff Drysdale               | 1:6, 7:5, 6:4     |